# Hysterochelifer spinosus
Hysterochelifer spinosus är en spindeldjursart som först beskrevs av Beier 1930.  Hysterochelifer spinosus ingår i släktet Hysterochelifer och familjen tvåögonklokrypare. Inga underarter finns listade i Catalogue of Life.